# Sesam på lätt svenska
Sesam öppnar dörrar (tidigare Sesam på lätt svenska) var en nyhetstidning som kom ut en gång i veckan. Tidningen var skriven på lätt svenska. I dagligt tal hette den bara Sesam. Tidningen riktade sig främst till vuxna som lär sig svenska, bland annat på SFI. 
Ursprunget till Sesam var Invandrartidningen, som gavs ut av den statliga Stiftelsen Invandrartidningen fram till och med 1998. Invandrartidningen var en veckotidning, som fanns på sju språk samt på lätt svenska. I samband med att Invandrarverket delades upp i två verk, Migrationsverket och Integrationsverket, ansåg sig regeringen inte längre ha råd att ge ut Invandrartidningen. Chefredaktören Jolin Boldt köpte utgivningsrättigheten och bytte namn på tidningen till Nyhetstidningen Sesam. Tidningen månade om ett invandrar- och minoritetsperspektiv och var skriven på lätt svenska. Nyhetstidningen Sesam utkom under fyra år, 2002 begärde Boldt tidningen i konkurs. Utgivningsbeviset köptes av mediekooperativet Stockholms Fria Tidning,  sedermera Fria Tidningar, som ändrade namnet till Sesam på lätt svenska.  2012 ändrade Fria Tidningar namnet på tidningen till Sesam öppnar dörrar. 
I juli 2016 förvärvades Sesam och alla Frias tidningar som tidigare ägdes av mediekooperativet Stockholms Fria Tidning istället av ETC.  ETC Fria AB bildades. VD för ETC Fria AB är Caspar Behrendt. Sesam lades ner hösten 2017.